# Гаштальская школа
Гаштальская школа — историческое здание в Праге. Находится в Старом городе на Гаштальской площади.
Был построен в начале 15 века в готическом стиле, предположительно в 1404 году. Участок под застройку был расширен в 1585 году за счет пустого места, купленного у доминиканцев.
В 1689 году здание сильно пострадало от пожара. Впоследствии дом был перестроен в стиле барокко. От этой реставрации произошли крестовые своды цокольного этажа.
В 1826 году дом надстроили на два этажа. Современный классицистический фасад здания также относится к этому периоду. В 1832 году была снесена стена Святогаштальского кладбища.
После сноса соседних домов № 803 и № 805 оба дома (№ 788 и 789) стоят отдельным блоком в саду, окруженным сплошной оградой.